# Wanz Factory
Wanz Factory（日语：ワンズファクトリー）是創業於2000年3月的日本AV片商。公司坐落於東京都豐島區。主要是開發單體女優為主。公司的代表者是柴原光。公司的員工人數共有23名。主要的AV監督為SARJI與HEY6。

## 主要系列作品
- 輪姦生中出し20連發
- 社長秘書はインテリ痴女
- Body Works
- Hunter
- M-Mode
- Super Angle

## 相關項目
- CA集團

## 外部連結
- Wanz Factory 官方網站 （页面存档备份，存于）